# Església de la Mare de Déu dels Àngels de Silla
L'Església Parroquial de la Mare de Déu dels Àngels és un temple catòlic situat en el municipi de Silla. És Bé de Rellevància Local amb identificador nombre 46.16.230-001.